# Alianza Unidad
La Alianza Unidad (AU) fue una coalición electoral de Nicaragua creada en 1996 para las elecciones generales del 20 de octubre del mismo año. Estaba formada por el Movimiento de Unidad Revolucionaria (MUR), el Partido Social Cristiano Nicaragüense (PSC) y el Partido Social Demócrata (PSD); su candidato presidencial fue el doctor Alejandro Serrano Caldera, quien sacó 4,873 votos y el 00.28% del resultado. La AU sacó 14,001 votos legislativos a nivel nacional (00.82%) y 13,848 votos departamentales (00.80%) obteniendo 1 diputado departamental ante la Asamblea Nacional para el período 1997-2002 y desapareció poco después.